# Magdalena Hawryła
Magdalena Hawryła est une joueuse polonaise de volley-ball, née le 1er janvier 1989 à Rybnik. Elle mesure 1,89 m et joue au poste de centrale. 

## Clubs
| Club                   | De        | À         |
| ---------------------- | --------- | --------- |
| Eliteski AZS UEK       | 2008-2009 | 2010-2011 |
| AZS Politechnika Radom | 2011-2012 | 2011-2012 |
| KPSK Stal Mielec       | 2012-2013 | 2012-2013 |
| KS Murowana Goślina    | 2013-2013 | 2013-2013 |
| PTPS Piła              | 2013-2014 | 2013-2014 |
| KS Developres Rzeszów  | 2014-2015 | 2019-2020 |
| KS Pałac Bydgoszcz     | 2020-2021 | …         |

## Palmarès
- Championnat de Pologne
  - Finaliste : 2020.
- Coupe de Pologne
  - Finaliste : 2019, 2020.